# 미드나잇 가든
미드나잇 가든(Midnight In The Garden Of Good And Evil)은 미국에서 제작된 클린트 이스트우드 감독의 1997년 스릴러, 미스터리 영화이다. 케빈 스페이시 등이 주연으로 출연하였고 클린트 이스트우드 등이 제작에 참여하였다.

## 출연

### 주연
- 케빈 스페이시
- 존 쿠삭
- 잭 톰슨

### 조연
- 일마 P. 홀
- 주드 로
- 앨리슨 이스트우드
- 폴 힙
- 레이디 샤빌스
- 제프리 루이스

## 제작진
- 원작자: 존 베렌트
- 공동제작: 톰 루커
- 협력프로듀서: 마이클 모럴
- 미술: 헨리 범스테드
- 배역: 필리스 허프먼